# Seguros Lagun Aro
Seguros Lagun Aro es una compañía aseguradora vasca con implantación en el País Vasco y Navarra, y presencia en 9 comunidades autónomas de España. Autorizada por la Dirección General de Seguros en 1983, desde 2011 es propiedad de Laboral Kutxa, y parte de la Corporación Mondragón, grupo cooperativo español de economía social con origen en el País Vasco.

## Historia
Los antecedentes históricos datan de 1959 con la creación de la Entidad de previsión social voluntaria (EPSV) denominada Lagun Aro que daba respuesta a la necesidad de protección social de los cooperativistas que estaban excluidos del Régimen General de la Seguridad Social.
En 1982 se creó Seguros Lagun Aro como sociedad anónima, y en 1988, Seguros Lagun Aro Vida. En 2011, Laboral Kutxa adquirió la totalidad de las participaciones de Lagun Aro EPSV en las compañías Seguros Lagun Aro S.A. y Seguros Lagun Aro Vida S.A. La operación supuso un desembolso de 65 millones de euros, y Laboral Kutxa pasó a controlar el 100% de las mismas. Laboral Kutxa está integrada en la Corporación Mondragón.

## Servicios
La compañía ofrece seguros de automóvil, multirriesgos, responsabilidad civil, vida y accidentes en el mercado nacional español. La gestión de los seguros se hace por medio de dos canales, el canal Laboral Kutxa, que gestiona los seguros a través de sus 280 oficinas bancarias, y el Canal Mediadores que cuenta con 502 mediadores en todo el territorio español. La actividad aseguradora está presente en País Vasco, Navarra, Asturias, Cantabria, La Rioja, Aragón, Castilla y León, Madrid y Cataluña. 

## Administración
Seguros Lagun Aro está constituida por Seguros Lagun Aro S.A., Seguros Lagun Aro Vida S.A. y Seguros Lagun Aro 2003 AIE. La institución está gobernada por un Consejo de Administración, que establece la estrategia, evalúa y revisa el sistema de gobierno y aprueba las políticas que contienen las directrices de la organización. El presidente del Consejo de Administración es Txomin García Hernández desde 2009 y el secretario desde 2019, Adolfo Plaza Izaguirre.
En 2018 recibió el distintivo EthSI (Ethical and Solidarity Based Insurance). El comité evaluador independiente de EthSI es el encargado de certificar las prácticas éticas bajo una metodología y criterios de evaluación propios del Observatorio de las Finanzas Éticas (FETS), y hace un acompañamiento a las entidades certificadas y, si hay aspectos a mejorar, se hacen propuestas de objetivos que luego se fiscalizan.
En 2021 contaba con 349.000 clientes, 180 millones en primas y 406 millones en provisiones matemáticas. El beneficio antes de impuestos alcanzó 47,7 millones de euros. La compañía ha sido auditada por Pwc en 2022.
La compañía colabora con la Universidad de Mondragón, y la Universidad de Deusto para la realización de prácticas, y con la Universidad del País Vasco en proyectos de investigación. También colabora con la Fundación Vicente Ferrer en diversos proyectos asistenciales. La entidad promueve entre sus empleados estilos de vida activos y saludables.

## Asociaciones
Forma parte de diferentes asociaciones, como AMICE, Asociación de Aseguradoras Mutuas y Cooperativas de Seguros en Europa; ICMIF, Federación Internacional de Cooperativas y Mutuas de Seguros; EURESA, Asociación de grupos aseguradores europeos pertenecientes a la economía social; ICEA, Investigación Cooperativa entre Entidades Aseguradoras y Fondos de Pensiones; y UNESPA, Asociación Empresarial del Seguro, en su seno, Seguros Lagun Aro ostenta la presidencia de la Unión Territorial del País Vasco y Navarra.